# Кријумчарење избеглица преко Средоземног мора
Кријумчарење избеглица преко Средоземног мора представља једну од најсмртоноснијих рута кријумчарења људи на свету. 
Према Уједињеним нацијама, кријумчарење људи је дефинисано као „услуга, у циљу стицања, директно или индиректно, финансијске или друге материјалне користи, од незаконитог уласка особе у државу чије то лице није држављанин или стални становник“. Географски, економски и демографски фактори стварају различите миграционе обрасце и руте током времена. У 2020. години, широм света је било 281 милион међународних миграната, што је чинило 3,6% светске популације. Иако је ово мали проценат укупне популације, број појединаца који бораве у државама изван места где су рођени више се него утростручио од 1970. године. Гледајући најновије миграцијске догађаје на Средоземљу, прелазак мора је био примарни метод који кријумчари користе за улаз миграната у Европу. Од миграционе кризе 2015. године, регион централног Средоземља је проглашен за најсмртоноснију миграциону руту на свету. Скоро 28.000 нерегуларних миграната стигло је у Европу 2024. године, а преко 11.000 је прешло Средоземно море у том процесу. 

## Миграциона криза 2015. године
Више од 1,3 милиона миграната стигло је до европских обала само у 2015. години, а више од 3.500 особа је погинуло покушавајући да пређу. Број погинулих је вероватно много већи, јер се претпоставља да постоји велики број појединаца чија тела никада нису извучена из мора. Више од 75% ових миграната бежало је од сукоба у Сирији, Авганистану и Ираку. Главни фактори који су допринели томе могу се пратити до 2011. године са почетком Арапског пролећа и ратова великих размера на Блиском истоку. У 2016. години више од 1,3 милиона појединаца је затражило азил у Европској унији, Норвешкој и Швајцарској, што је више него удвостручило претходни рекорд који је постављен 1992. године.

## Миграционе руте
Већина миграната користи сличне методе и путеве за улазак у Европу. Једна од најчешће коришћених рута је морски прелаз из Либије у Италију, при чему безбедност није загарантована. Од 1988. године, преко 20.000 особа је погинуло покушавајући да пређе овај део Средоземља. Да би расветлили ово питање, званичници су покушали да стекну увид у операције и руте кријумчарских мрежа које профитирају од кријумчарења људи. Процењује се да је црно тржиште кријумчарења миграната у Средоземљу вредно више милијарди долара, преко ког се процењује да долази до 90% нерегуларних улазака у Европу.
Постоји неколико миграционих путева преко Средоземља и сваки носи своје изазове и опасности. Западномедитеранска рута између Марока и Шпаније била је примарна улазна тачка за мигранте из Северне Африке и Подсахаре. Међутим, дошло је до смањења коришћења ове руте због тога што ове две земље примењују строжије мере контроле. Мигранти који користе Централну руту полазе из Либије и имају за циљ да чамцем стигну до обала Малте или јужне Италије. Коришћење источномедитеранске руте је повећано од 2015. године, посебно од стране појединаца из ратом разорених земаља попут Сирије и Авганистана. Сваки начин доласка носи своје ризике, али Централно-медитеранска рута се истиче као најсмртоноснија, одузимајући хиљаде живота годишње. 

## Кријумчарење миграната
У мигрантским заједницама, кријумчарење се често сматра јединим начином за постизање сигурности и улазак у Европи. Кријумчари су приказани као пружаоци услуга, олакшавајући путовања која би иначе за многе било немогуће сами да организују и спроведу. Преко 100.000 појединаца користе централно-медитеранску руту сваке године, што чини ове миграције изузетно великим. Већину миграната чине одрасли мушкарци, иако је повећан број миграната који су малолетници без пратње. Ове особе су првенствено дечаци тинејџери, али се мали број младих девојака такође прокријумчари овим рутама сваке године. 
Профил кријумчара је разнолик, у распону од локалних оперативаца до већих транснационалних мрежа које користе не толико строге споразуме да би олакшале међусобну сарадњу. Иако у послу доминирају мушкарци, жене такође играју значајну улогу у запошљавању и логистичком раду. Накнаде за услуге кријумчарења варирају у зависности од фактора као што су држављанство, пол, старост и економски статус. Цена путовања креће се од неколико стотина евра до неколико хиљада евра по особи. Кријумчарске операције само у Либији доносе стотине милиона евра годишње, наглашавајући размере овог црног тржишта широм Средоземља. 
Мреже кријумчара су веома флексибилне и ефикасно раде на тржишту појединаца који желе да напусте своје земље порекла. Често су састављене од независних и породичних организација које се удружују на кратке периоде како би обавиле свој задатак. Док неки мигранти ангажују кријумчаре да им помогну само на посебно тешком делу њиховог путовања, други су ангажовани да помогну на сваком кораку. Обе врсте услуга су плаћене услуге које се односе на превоз, фалсификовање документације и смештај.  Већина миграната плаћа у ходу, што значи да крајње одредиште није унапред одређено, а правац и брзина њиховог проласка зависе од тога колико брзо могу да плате оно што кријумчари траже. Други финансирају у потпуности унутар земље порекла пре него што кријумчар реализује услуге потребне да их доведе до жељеног одредишта. Они који преживе транспорт су често они који промовишу његов наставак, јер ће охрабрити пријатеље и породицу да користе сличне методе за улазак у Европу. 
Студија из 2018. године наглашава децентрализовану природу операција кријумчарења у Средоземљу, посебно између Либије и италијанског острва Лампедуза. Прислушкивани разговори открили су ланац кријумчарења који повезује Рог Африке са Северном Европом, а који се састоји од 292 особе. Већина кријумчара били су мушкарци, а примарне улоге су биле организатор или помоћник. Платним системима је недостајала централизација, ослањајући се на неформалне трансфере новца. Мреже за кријумчарење миграната су такође повезане са многим другим ланцима организованог криминала, укључујући трговину људима и прање новца. Из спектра понуђених услуга процењује се да је годишњи промет од кријумчарења људи само у 2015. години достигао 3-6 милијарди евра, али неки сматрају да је цифра много већа. Децентрализација мрежа кријумчарења представља изазов за власти, захтевајући координиране напоре, размену информација, политику,  ангажовање и сарадњу са свим земљама дуж руте. 

## Опасности
Оваква врста прелазака преко мора је опасна, јер мигранти често плаћају унапред и морају чекати дуге временске периоде до реализације услуге кријумчарења. За то време, мигранти остају у скривеним кућама где се могу суочити са експлоатацијом и насиљем без ресурса који би им помогли. Ако буду ухваћени, услови у притворским центрима, поготово у Либији, опасни су по живот. Ако мигранти успеју да напусте обалу, путовање преко мора је опасно. Често добијају минималне информације о ризицима који су укључени, мигранти се суочавају са екстремном опасношћу од пренатрпаних и несигурних пловила, недостатка хране и воде и могућности да се изгубе на мору. 

## Критике и предложена решења
Многи светски лидери критиковали су Турску због њене благе политике против кријумчарења људи. Председник Грчке Прокопис Павлопулос рекао је: „Изузетно се плашим да турски шверцери имају подршку власти, посебно граничних органа који се понашају као да ништа нису видели“. Други критичари кризе кријумчарења људи на Медитерану кажу да се ово питање наставља због неуједначених напора европских земаља да зауставе кријумчаре.  Председник Европског института Кристоф Целенберг изјавио је „Позивањем [људи], али затварањем свих стаза, ми градимо пословни модел за трговце људима“. Франсоа Крепо, специјални известилац Уједињених нација, сугерише „Оно што је потребно је да државе поврате тржиште мобилности из руку кријумчара нудећи безбедна, легална и јефтина решења за мобилност многима, и да изграде отворено, али режимски контролисане мобилности током једне генерације“. 
Таласи миграција ће се и даље појављивати у будућности, тако да потреба за реформом политике кријумчарења миграната у Средоземном мору остаје ствар којом се мора хитно стабилизовати. Догађаји као што су они из 2015. постаће све чешћи јер питања попут климатских промена постају све важнија и подстичу појединце да траже боље услове живота и економски просперитет.